# Ophiographa lechriomita
Ophiographa lechriomita är en fjärilsart som beskrevs av Turner 1930. Ophiographa lechriomita ingår i släktet Ophiographa och familjen mätare. Inga underarter finns listade i Catalogue of Life.